# Diego Mateo Zapata

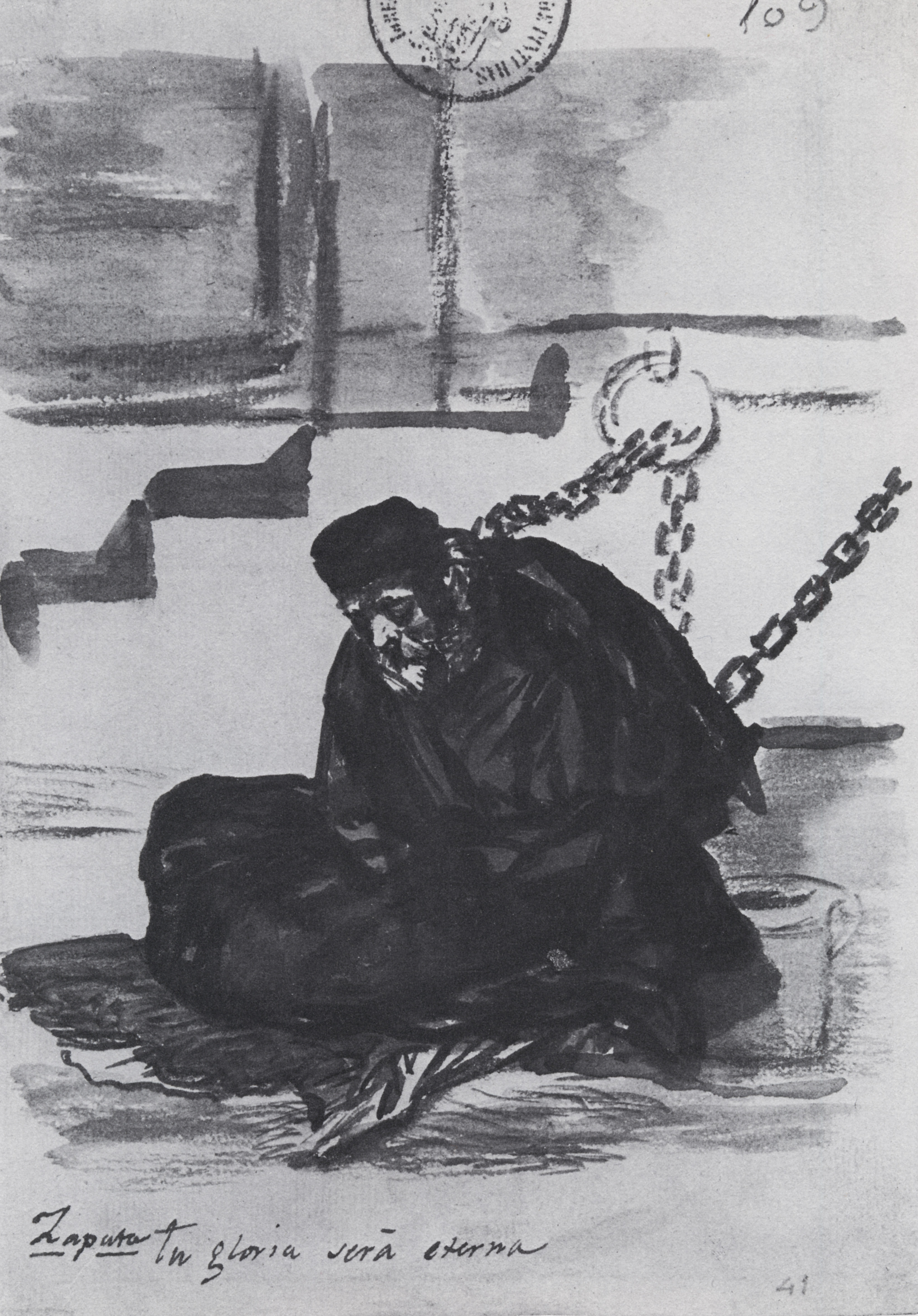
Diego Mateo López Zapata w swojej celi przed procesem przed sądem inkwizycyjnym w Cuenca – Francisco de Goya

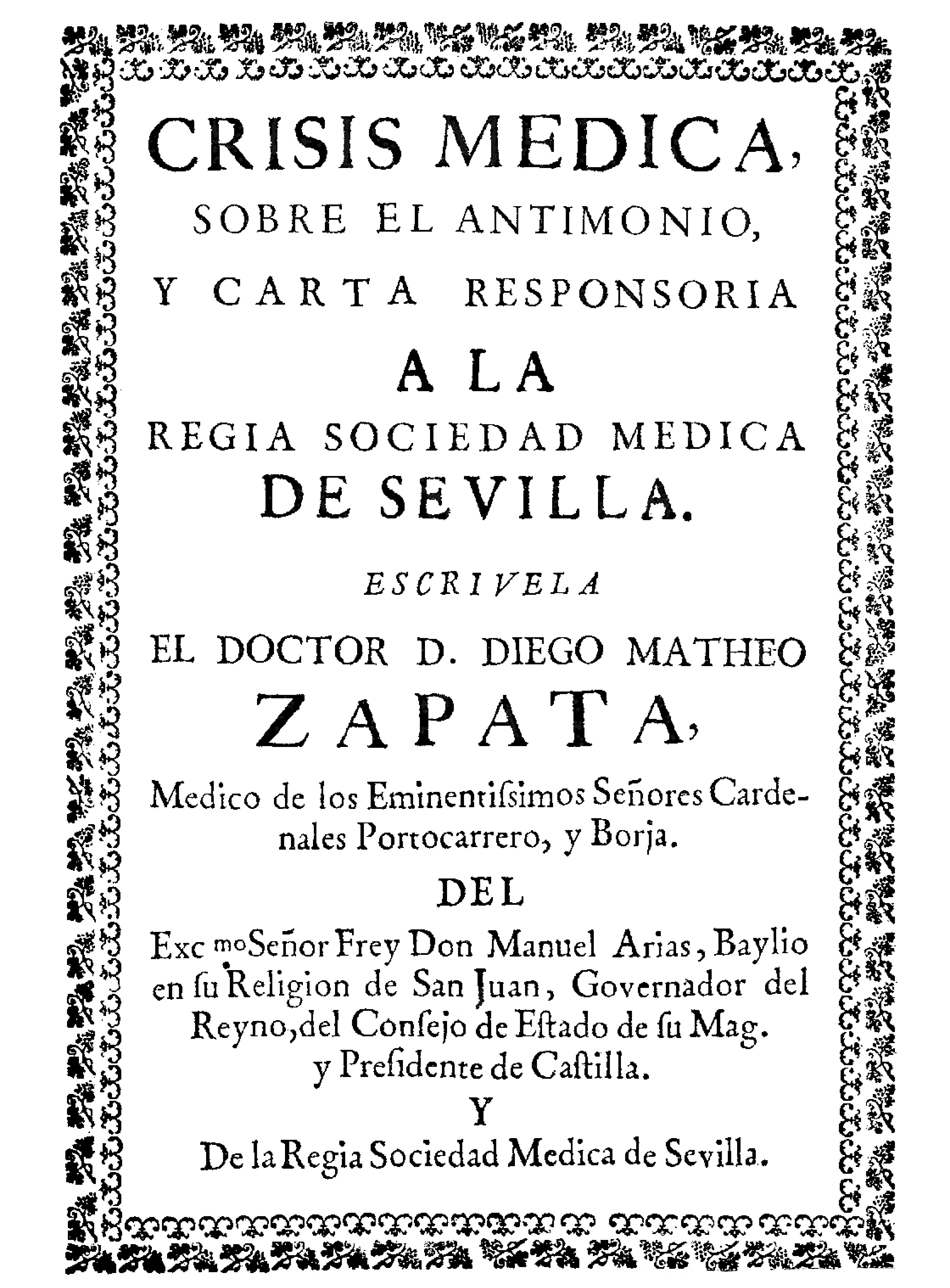
Crisis médica sobre el antimonio (1701)

Diego Mateo López Zapata (ur. sierpień 1664 – zm. lipiec 1745) – hiszpański lekarz i filozof. Został oskarżony przez hiszpańską inkwizycję, a następnie torturowany za wyznawanie i promowanie judaizmu. Zapata leczył szereg wpływowych osobistości na dworze króla Filipa V.

## Wczesne życie i edukacja
Diego Mateo Zapata urodził się w sierpniu 1664 roku w Murcji w Hiszpanii jako syn Francisco Zapaty i Clary de Mercado Núñez de Acosta. Rodzice Diego byli conversos potomkami żydów sefardyjskich, którzy przenieśli się z Toledo do Murcji w XVI wieku.
24 czerwca 1678 r. rodzice Diego i inni krewni zostali aresztowani przez trybunał hiszpańskiej inkwizycji w Murcji za rzekome wyznawanie judaizmu. Przed wydaniem wyroku matka Diego, Clara, była więziona przez trzy lata. Podczas wizyt w więzieniu matka Diega potajemnie uczyła syna judaizmu i jego rytuałów. Clara została ostatecznie skazana na dożywocie i częściowo skonfiskowano jej majątek, podczas gdy ojciec Diego, Francisco, został uniewinniony od zarzutów. Ze względu na wyrok na matkę, Diego stał się odtąd krypto-żydem, otwarcie przedstawiając się jako chrześcijanin, podczas gdy prywatnie praktykował judaizm.
W wieku 17 lat Diego został wysłany na studia medyczne na Uniwersytecie w Walencji. Później przeniósł się na Uniwersytet w Alcalá, gdzie studiował pod kierunkiem Francisco Enríquez de Villacorta. Ukończył studia medyczne w 1685 roku, w wieku 21 lat.

## Kariera
Zapata przybył do Madrytu w 1687 roku. W 1691 opublikował swoją pierwszą książkę, True Apology in Defense of Rational Philosophical Medicine, broniąc medycyny galenowej przed zarzutami José Gazoli. Książka podniosła rangę Zapaty i otworzyła możliwości kariery, w tym w Szpitalu Ogólnym w Madrycie. Jednak związki Zapaty z judaizmem doprowadziły do jego uwięzienia najpierw przez Sąd Inkwizycyjny w Madrycie, a następnie w Cuenca w 1692 roku. Został zwolniony, ale jego sprawa pozostała otwarta, przez co Zapata nie kwalifikował się do profesury.

### Donos do Inkwizycji
Po uwolnieniu wysoka pozycja i sława Zapaty jako lekarza doprowadziła go na dwór królewski Filipa V, na początku XVIII wieku. Zapata spotykał także Luisa Manuel Fernández de Portocarrero, arcybiskupa Toledo, a także innych szlachciców i postacie dworskie. Był także współzałożycielem Real Academia de Medicina y Cirugía de Sevilla wraz z Juanem Muñozem y Peraltą.
Jednak Zapata został ponownie aresztowany 1 marca 1721 r. pod zarzutem bycia judaistą i rabinem. Jego sprawę osobiście nadzorował Juan de Camargo y Angulo, Wielki Inkwizytor Hiszpanii. Zapata przebywał w areszcie śledczym przez cztery lata, podczas których miał się przyznać do stawianych mu zarzutów pod groźbą tortur. Zapata został zmuszony do noszenia sambenito. Został uniewinniony 14 stycznia 1725 r., ale nadal skazany na 10 lat wygnania z Madrytu, Murcji i Cuenca, konfiskatę połowy jego majątku (w tym 600-tomowej biblioteki), 200 batów i rok więzienia. Jednak po zaledwie roku wygnania wrócił do Madrytu pod opieką księcia Medinaceli i króla Filipa V i wznowił działalność medyczną.

## Śmierć
Zapata zmarł w Madrycie w lipcu 1745. Przed śmiercią odwiedził go książę Alby. Jego praca Ocaso de las formas aristotélicas („Zmierzch form arystotelesowskich”) została opublikowana pośmiertnie i zakazana przez Inkwizycję.

## Wybrane prace
- Verdadera apología de la Medicina racional filosófica, y debida respuesta a los entusiasmos médicos que publicó en esta corte D. José Gazola Veronense, archisoplón de las estrellas (Madryt, 1691).
- Crisis médica sobre el antimonio (1701).
- "Censura" a Alejandro de Avendaño, Diálogos filosóficos en defensa del atomismo (1716).
- „Prólogo” a la traducción de Félix Palacios de Nicolás Lemery, Curso de química (1721).
- Disertación médico-teológica, que consagra a la serenísima señora princesa del Brasil (Madryt, 1733).
- Ocaso de las formas aristotélicas (1745).